# Günter Horn (Autor)
Günter Horn (* 5. Mai 1925 in Merseburg; † 5. November 2011 ebenda) war ein deutscher Autor und Historiker mit den Schwerpunkten Sozialversicherung, Knappschaft und Bergbau.

## Leben
Günter Horn wurde 1943 nach Abschluss seiner Lehre bei der Landwirtschaftlichen Berufsgenossenschaft für die Provinz Sachsen in Merseburg zum Arbeitsdienst und anschließend zur Wehrmacht einberufen. Im. Dezember 1946 nach Ende seiner US-Kriegsgefangenschaft kehrte er zurück und arbeitete in der Rentenabteilung der Sozialversicherungsanstalt Sachsen-Anhalt in Merseburg, Halle (Saale) und Magdeburg. Später wechselte Horn in die Rentenabteilung der Verwaltung der Sozialversicherung des Kreises und des Bezirkes in Merseburg und Halle.
Seit den 1950er Jahren hat Horn sich speziell auch mit dem Bergbaurentenrecht beschäftigt. Ab 1971 unterrichtete er in der Lehrlings- und Facharbeiterausbildung in diesem Fachgebiet. 1990 setzte ihn die Hauptverwaltung des Gemeinsamen Trägers der Sozialversicherung ein als Landesbeauftragten für die Rentenversicherung in Sachsen-Anhalt. Im Herbst 1990 war er im Auftrag des Regierungsbevollmächtigten des Landes Sachsen-Anhalt tätig als Errichtungsbeauftragter der Landesversicherungsanstalt Sachsen-Anhalt.
Günter Horn galt als herausragender Fachmann für Rentenversicherungsrecht und Sozialversicherung speziell zu den Gegebenheiten in der DDR. Er veröffentlichte mehrere Sachbücher.

## Werke
- Die Rentenversicherung im Osten Deutschlands vom 1. Februar 1947 bis 30. Juni 1990. (herausgegeben von der Landesversicherungsanstalt Sachsen-Anhalt Halle (Saale)). Halle (Saale) 1994.
- Der Bergbau und die Sozialversicherung der Bergleute im Osten Deutschlands. (herausgegeben von der Bundesknappschaft). Bochum 1996.
- Der Knappschaftsälteste in den mitteldeutschen Bergbauregionen. Aufgaben und Pflichten von den Anfängen und in den Jahren 1945 bis 1948. (herausgegeben von der Bundesknappschaft). Bochum 2000.

| Personendaten    | Personendaten                  |
| ---------------- | ------------------------------ |
| NAME             | Horn, Günter                   |
| KURZBESCHREIBUNG | deutscher Autor und Historiker |
| GEBURTSDATUM     | 5. Mai 1925                    |
| GEBURTSORT       | Merseburg                      |
| STERBEDATUM      | 5. November 2011               |
| STERBEORT        | Merseburg                      |